# Cacodile
Il cacodile, (CH3)2As-As(CH3)2 è un liquido oleoso tossico con un odore che sa d'aglio. Subisce combustione spontanea all'aria secca. È un reagente utilizzato nella sintesi di erbicidi a base d'arsenico.
Il nome fu coniato originariamente da Jöns Jacob Berzelius per il radicale dimetilarsenil, (CH3)2As, dai termini greci kakodes (di cattivo odore) e hyle (sostanza).
Fu studiato da Edward Frankland e da Robert Bunsen ed è considerato uno dei primi composti organometallici ad essere stati scoperti. Fu originariamente ottenuto da arsenico distillato con acetato di potassio.
Disse Bunsen: 
(Robert Bunsen)
Lavorando sul cacodile Bunsen postulò l'esistenza dei radicali metilici.